# Corydalis misandra
Corydalis misandra là một loài thực vật có hoa trong họ Anh túc. Loài này được B.U.Oh mô tả khoa học đầu tiên năm 2006.